# Ville Neuve (film d'animation)
Pour plus de détails, voir Fiche technique et Distribution.
Ville Neuve est un film d'animation québécois réalisé par Félix Dufour-Laperrière en 2018. Il s'agit du premier long métrage d'animation de Félix Dufour Laperrière. Le film est une exploration visuelle et poétique de la relation qu'entretiennent Joseph et Emma, son ex-femme. Il fait référence au contexte politique des deux référendums québécois, celui de 1980 et celui de 1995. L'action se déroule en Gaspésie et à Montréal. Ville Neuve fait sa première à la 75e édition de la Mostra de Venise. 

## Synopsis
À l'aube du référendum de 1995 qui fera vibrer une seconde fois le Québec, Joseph emménage provisoirement dans le chalet d'un ami d'enfance, sur la côte gaspésienne. Les années où il écrivait des poèmes enflammés sont derrières lui, noyées dans une ébriété devenue trop récurrente. Cette maison perchée sur la falaise lui rappelle sa jeunesse et son ex-femme qui l'a quittée quelques années auparavant, Emma. Il décide de la rappeler et lui propose de le rejoindre, comme au bon vieux temps. Des souvenirs du référendum de 1980 déferlent et sont entrecoupés de rêveries poétiques. On revoit les jeunes amants discuter politique, rêver d'un état indépendant puis se heurter à l'échec de ce premier référendum pour la souveraineté du Québec. Emma finit par accepter l'invitation de son ex-conjoint et part pour la Gaspésie.

## Fiche technique
Sources : IMDb et Éléphant
- Titre original : Ville Neuve
- Réalisation et scénario : Félix Dufour-Laperrière, inspirée de La Maison de Chef (en) de Raymond Carver
- Assistance à la réalisation : Claire Blanchet
- Musique : Jean L'Appeau
- Direction artistique : Félix Dufour-Laperrière
- Photographie : Félix Dufour-Laperrière
- Conception sonore : Olivier Calvert, Samuel Gagnon-Thibodeau (Additionnel : Pete Haycock)
- Preneur de son voix : Roger Guérin
- Mixage : Serge Boivin (ONF)
- Montage : Félix Dufour-Laperrière
- Animation : Hyun Jin Park, Jens Hahn, Phil Lockerby, Malcolm Sutherland, Nicolas Brault, Félix Dufour-Laperrière
- Production : Galilé Marion-Gauvin
- Société de production : Unité centrale
- Sociétés de distribution : FunFilm, Urban Distribution International (International)
- Pays de production :  Canada
- Langue originale : français
- Format : noir et blanc — 1,85:1
- Genre : animation, drame
- Durée : 76 minutes
- Dates de sortie :
  - Italie : 7 septembre 2018 (première à la 75e édition de la Mostra de Venise)
  - Canada :
    - 26 septembre 2018 (première canadienne au Festival international du film d'animation d'Ottawa)
    - 26 septembre 2018 (première canadienne au Festival international du film d'animation d'Ottawa)
    - 9 octobre 2018 (première québécoise au Festival du nouveau cinéma de Montréal)
    - 12 avril 2019 (sortie en salle au Québec)

  - France : 26 juin 2019
- Classification :
  - Québec : Visa général[3]

## Distribution
- Robert Lalonde : Joseph
- Johanne Marie Tremblay : Emma
- Théodore Pellerin : Ulysse (le fils)
- Gildor Roy : Édouard (l'ami)
- Paul Ahmarani : le tenancier
- Francesco Najari : Ulysse enfant
- Marie J.-B. : Marie
- Florence Blain-Mbaye : la conductrice
- Rémi Savard : Brandon

## Production

### Scénario
L'histoire de Ville Neuve est librement inspirée de la nouvelle La Maison de Chef (en) de l'écrivain américain Raymond Carver. La relation et l'énergie qui lient les personnages principaux servent de base à l'écriture du scénario qui sera ensuite transposé au contexte politique québécois.

### Réalisation
Le film prendra six années à voir le jour, l'écriture du scénario débutant en 2012. Le réalisateur explique dans une interview que la technique traditionnelle employée (du dessin image par image sur du papier fragile) et le budget limité du film (1,6 million de dollars canadiens) ont constitué de vrais défis. 
Réalisé avec une équipe de trente personnes, Ville Neuve rassemble 80 000 dessins noirs et blancs au crayon et à l'encre sur papier. L'incertitude des personnages se retrouve dans la technique artisanale du film : les lignes tremblantes, l'encre qui s'efface et le recours à la surimpression traduisent visuellement les tourments de Joseph et Emma.

## Distinctions

### Nominations
- Mostra de Venise 2018 : Section Giornate degli Autori (Venice Days Award)
- Festival international du film de Vancouver 2018 : Section True North
- Filmfest Hamburg 2018
- Festival international du film d'animation d'Ottawa 2018
- Festival du Nouveau cinéma de Montréal 2018